# Дубовка (Татарстан)
 Дубовка  — деревня в Бавлинском районе Татарстана. Входит в состав Потапово-Тумбарлинского сельского поселения.

## География
Находится в юго-восточной части Татарстана на расстоянии приблизительно 5 км по прямой на запад от районного центра города Бавлы.

## История
Основана в первой половине XIX века как деревня Мирная Дубовка, упоминалась в 1940—1950-х годах как Малая Дубовка.

## Население
Постоянных жителей было: в 1859—145, в 1889—229, в 1897—283, в 1926—369, в 1949—134, в 1958—129, в 1970 — 84, в 1979 — 53, в 1989 — 14, в 2002 − 18 (русские 67 %, чуваши 33 %), 11 в 2010.